# Marko Bošnjak (pevec)
Marko Bošnjak, bosansko-hrvaški pevec in pesmopisec; * 11. januar 2004, Mostar, Bosna in Hercegovina.
Zaslovel je kot zmagovalec druge sezone srbskega šova talentov Pinkove zvezdice. Ob zmagi je imel 11 let. Leta 2025 je s skladbo »Poison Cake« zmagal na Dori, hrvaškem nacionalnem predizboru, in je predstavljal Hrvaško na Pesmi Evrovizije 2025 v švicarskem Baslu. Nastopil je v prvem polfinalu, v finale pa se ni uvrstil.

## Življenjepis
Marko Bošnjak se je rodil v Mostarju v Bosni in Hercegovini. Prihaja iz občine Prozor-Rama, kjer je obiskoval tudi osnovno šolo. Na srednjo šolo se je vpisal v Zagrebu, in sicer je obiskoval Šolo za grafiko, dizajn in medijsko produkcijo.

## Glasbena kariera
Marko Bošnjak je nastopil v drugi sezoni srbskega šova talentov Pinkove zvezdice, ki so jo začeli predvajati septembra 2015. V prvi oddaji je odpel skladbo Jennifer Hudson z naslovom »One Night Only«. Vseh pet žirantov, Milan Stanković, Jelena Tomašević, Goca Tržan, Hari Varešanović in Leontina Vukomanović, se je obrnilo na svojih stolih (v oddaji so bili žirantje obrnjeni stran od nastopajočih) ter mu podelili vstopnico neposredno v naslednji krog. Na drugem nastopu je odpel pesem Zdravka Čolića »Kao moja mati« in se ponovno uvrstil v naslednji krog.  6. januarja 2016 je Bošnjak nastopil s priredbo skladbe Jadranke Stojaković »Što te nema«. Za naslednji nastop  8. aprila 2016 je izbral pesem pevke Adele »Don't You Remember«. V finalu je ponovno nastopil s skladbo »Što te nema« in zmagal.
17. decembra 2021 so objavili, da bo Bošnjak s pesmijo »Moli za nas« nastopil na Dori 2022, hrvaškem nacionalnem izboru za Evrovizijo, kot eden od 14 tekmujočih. Prejel je 179 točk in zasedel drugo mesto. Pesem »Moli za nas« je kot Bošnjakov debitantski singel uradno izšla 10. februarja 2022.
27. aprila 2022 so objavili, da bo s pesmijo »Moli za nas« nastopil na Splitskem festivalu. V začetku leta 2023 je izdal svoj tretji singel »Spokojan«, s katerim je bil leta 2024 nominiran za glasbeno nagrado cesarica v kategoriji »pesem leta«. Aprila 2023 je izdal še četrti samostojni singel »Nema«.
Junija 2024 je nastopil na zagrebški Paradi ponosa, septembra 2024 pa na dobrodelnem koncertu v podporo Gazi.
5. decembra 2024 so organizatorji objavili, da bo Bošnjak s skladbo »Poison Cake« eden od 24 tekmovalcev na Dori 2025. Uvrstil se je v finale, kjer je zmagal glede na seštevek točk strokovnih žirij in občinstva. Občinstvo je sicer največ glasov podelilo drugouvrščeni skupini Ogenj.

## Diskografija

### Singli
| »Moli za nas«                                                                                            | 2022 | 29 | pesem ni izšla na albumu |
| »Pjesma za kraj«                                                                                         | 2022 | —  | pesem ni izšla na albumu |
| »Spokojan«                                                                                               | 2023 | 15 | pesem ni izšla na albumu |
| »Nema«                                                                                                   | 2023 | 18 | pesem ni izšla na albumu |
| »Pusti me«                                                                                               | 2024 | —  | pesem ni izšla na albumu |
| »Asfalt« (z Ivo Lorens)                                                                                  | 2024 | —  | pesem ni izšla na albumu |
| »Takav dan«                                                                                              | 2024 | —  | pesem ni izšla na albumu |
| »Zdravo budi mladi kralju«                                                                               | 2024 | —  | pesem ni izšla na albumu |
| »Poison Cake«                                                                                            | 2025 | 24 | pesem ni izšla na albumu |
| "—" označuje single, ki se niso uvrstili na glasbene lestvice oziroma niso bili izdani v dotični državi. |      |    |                          |

## Nagrade in nominacije
| Leto | Nagrada       | Kategorija            | Nominirana skladba    | Izid        | Vir    |
| ---- | ------------- | --------------------- | --------------------- | ----------- | ------ |
| 2023 | cesarica      | »pesem leta«          | »Moli za nas«         | nominiran/a | [ 24 ] |
| 2024 | cesarica      | »pesem leta«          | »Spokojan«            | nominiran/a | [ 25 ] |
| 2024 | zlatni studio | »najboljši nov obraz« | »najboljši nov obraz« | nominiran/a |        |